# Thật bất ngờ
"Thật bất ngờ" là đĩa đơn thứ hai trong sự nghiệp ca hát của nghệ sĩ Trúc Nhân sau "Vẽ", và cũng đồng thời là ca khúc thứ hai tạo nên tên tuổi của nam ca sĩ sau "Bốn chữ lắm". Ca khúc trào phúng này là một sáng tác của Mew Amazing và do nhạc sĩ Dương Khắc Linh và Cao Bá Hưng phối lại.
Bài hát đã từng được Trúc Nhân trình diễn trong một cuộc thi tại Festival âm nhạc châu Á và nhận được sự ủng hộ nồng nhiệt từ khán giả. Tuy nhiên, trước khi ra mắt video âm nhạc và thành công ở trong nước, ca khúc đã bị cấm biểu diễn ở một số chương trình. Chỉ duy nhất tại chương trình Bài hát yêu thích, nhờ sự hỗ trợ của Huy Tuấn, nam ca sĩ mới được thể hiện bài hát này trên sóng truyền hình. Video âm nhạc của ca khúc đã được ra mắt vào ngày 4 tháng 12 năm 2015 trên nền tảng YouTube và bị hạn chế độ tuổi.
Theo tiết lộ của Mew Amazing, ca khúc ban đầu không dự định dành cho Trúc Nhân, nhưng sau đó được Thu Minh ngỏ lời giao cho Trúc Nhân, và Mew Amazing mới giao lại bài hát này lại cho nam ca sĩ.

## Video âm nhạc

### Quá trình thực hiện
Mặc dù bị cấm biểu diễn, tuy nhiên, Trúc Nhân vẫn quyết định thực hiện video âm nhạc cho nó. Nam ca sĩ đã mất 3 ngày với kinh phí 250 triệu đồng để thực hiện. Bối cảnh của video là ở khu tập thể Thủy lợi cũ tại Hà Nội với sự tham gia của gần 50 người, diễn viên lớn tuổi nhất là cụ ông 82 tuổi và nhỏ nhất em bé 2 tháng tuổi.
Phát hành cùng đĩa đơn, Trúc Nhân còn thực hiện một bộ ảnh chụp cùng một chú chó làm bìa đĩa đơn. Bên cạnh ý nghĩa bày tỏ tình cảm thân thiết với một "người bạn", kêu gọi chấm dứt ăn thịt chó, nam ca sĩ muốn gửi đến mọi người thông điệp đừng đùa giỡn với scandal. Khi được hỏi có sợ đụng chạm không khi ra mắt thì anh đã trả lời:
Nếu thật sự sợ, tôi chắc chắn không dám phát hành ca khúc này. Còn những nhân vật khi nghe sáng tác này và “nhột”, tôi nghĩ họ nên cảm thấy may mắn vì được dành riêng một sản phẩm mà cả ê-kíp 50 người đã bỏ rất nhiều công sức thực hiện.— Trúc Nhân

### Nội dung
Câu chuyện trong video âm nhạc được diễn ra ở một khu chung cư cũ xoay quanh một chàng bán báo (do Trúc Nhân thủ vai) đến những thanh niên đa cấp mời chào mua hàng, người bán thịt lợn, ông già ngồi chơi đánh cờ. Những câu chuyện như ghen tuông, hiếu kỳ, tọc mạch, rỗi hơi,... đều được đưa vào video.

## Vấn đề cấm sóng
Trong một buổi phỏng vấn với VTC News, Trúc Nhân đã xác nhận ca khúc "Thật bất ngờ" đã bị VTV cấm sóng và chỉ được trình diễn một lần vào tháng 4 năm 2015 trong chương trình Bài hát yêu thích do nhạc sỹ Huy Tuấn phải xin phép và bảo lãnh, chịu trách nhiệm.

Nhạc sỹ Tuấn Phương – Trưởng phòng Ca nhạc, ban Văn nghệ, Đài Truyền hình Việt Nam có trả lời:
Những bài hát vô thưởng vô phạt tôi có nghe nhưng cũng không để ý, bởi nó chỉ là những bài hát mang tính thị trường nên không được các nhạc sỹ có chuyên môn đánh giá cao. Nếu VTV có phát những bài hát ấy thì cũng phải xin phép bộ Văn hóa - Thể thao & Du lịch cùng các Cục liên quan chứ không tự ý đưa lên chương trình được.
Tuy nhiên, đến năm 2016, ca khúc đã được đưa ra bàn luận, ủng hộ trên chương trình Cuộc sống thường ngày của VTV1. Năm 2018, nhân dịp 3 năm hoạt động của Chuyển động 24h – một chương trình tin tức của Đài Truyền hình Việt Nam – ca khúc "Thật bất ngờ" đã được sử dụng để chế lại lời mới.

## Ảnh hưởng

### Xuất hiện trên chương trình The Amazing Race
Trong chặng 3 của The Amazing Race mùa thứ 31 đã đưa 9 đội chơi đến thực hiện một nhiệm vụ ở Thành phố Hồ Chí Minh, Việt Nam. Tại vòng vượt rào, một thành viên của mỗi đội phải học lời tiếng Việt của ca khúc "Thật bất ngờ" và sau đó biểu diễn karaoke trước khán giả. Nếu hát đúng lời bài hát, đội đó sẽ nhận được manh mối cho vòng tiếp theo.

### Thật bất ngờ, Cô Vy đến
Khoảng tháng 4 năm 2020, Trúc Nhân đã cho ra mắt MV âm nhạc ngắn kéo dài trong 1 phút có tên "Thật bất ngờ, Cô Vy đến" với lời cải biên từ ca khúc "Thật bất ngờ" lên kênh YouTube. Video đã kêu gọi mọi người ở nhà và hướng dẫn những phương pháp phòng chống dịch bệnh COVID-19.

## Đánh giá
Tác giả Q.N. của tờ báo Tuổi Trẻ đã chia sẻ ca khúc của Trúc Nhân đã thành công, "phơi bày nhiều mặt trái của nghề với những chiêu trò, scandal gây ồn ào trong giới như: chuyện hôn nhân tan rã, lừa gạt tiền bạc, đấu đá, chơi xấu lẫn nhau..." Trang báo điện tử Công lý đã gọi Thật bất ngờ là "Ca khúc đầu tiên đụng chạm showbiz Việt Nam" hay "của hiếm của Vbiz".
Sài Gòn giải phóng có viết "âm nhạc của bài hát nhẹ nhàng, ấn tượng với âm hưởng nhạc pop, soul và dance".

## Giải thưởng và thành tích
| Năm  | Giải thưởng                   | Hạng mục                    |  | Kết quả   | Ghi chú |
| ---- | ----------------------------- | --------------------------- |  | --------- | ------- |
| 2015 | Wechoice Awards               | Playlist truyền cảm hứng    |  | Đoạt giải |         |
| 2015 | Vietnam Top Hit               | Top ca khúc hit             |  | Đoạt giải |         |
| 2016 | Giải thưởng Âm Nhạc Cống Hiến | Bài hát của năm             |  | Đoạt giải | [ 18 ]  |
| 2016 | Giải thưởng Âm Nhạc Cống Hiến | Video âm nhạc của năm       |  | Đoạt giải | [ 18 ]  |
| 2016 | Pops Awards                   | Top 3 video ca nhạc của năm |  | Đề cử     | [ 19 ]  |